# Consuelo Bautista
Consuelo Bautista Riveros (* 1957, Bogota) je kolumbijská fotografka působící ve Španělsku, sídlící v Barceloně. Pracuje samostatně, ale pravidelně přispívá do důležitých médií, jako jsou například noviny El País. Kromě toho pracovala i pro další neméně důležité noviny, jako je La Vanguardia nebo El Periódico de Catalunya.

## Životopis
Consuelo Bautista vystudovala reklamu ve své rodné zemi na Kolumbijské národní univerzitě, ale její profesní život se soustředil na dokumentární fotografii.
V tomto smyslu rozvíjela projekty v Americe (Kuba, Argentina, Brazílie, Mexiko a Kolumbie), kam léta cestovala; v Evropě (Černá Hora, Izrael) a na mnoha místech ve Španělsku: Asturie, Galicie nebo Barcelona.
Kromě spolupráce s významnými médii, jako jsou deníky La Vanguardia, El Periódico de Catalunya nebo El País, pracovala pro významné společnosti, jako je Gas Natural.
Consuelo také vyučovala na různých Univerzitách, jako je Autonomní univerzita v Barceloně, Univerzita v Andách v Bogotě, Škola umění v Oviedu, Katalánská polytechnika nebo Univerzita fotografie v Tarrase. Zúčastnila se mnoha kulatých stolů a fotografických setkání ve Španělsku a Latinské Americe, například PhotoEspaña 2002 s promítáním Colombianos.
Na druhé straně je také jednou ze zakládajících členek Barcelonského centra dokumentární fotografie (LafotoBCN).

## Projekty (výběr)
Mezi mnoha projekty, na kterých pracovala patří i následující:
- 2012. "Raval", práce pro Archivo fotográfico de Barcelona.[4]
- 2012. "Muertitos" ("Mrtví"). Práce se vyvíjela sedm let v různých státech Mexika během oslav Festivalu mrtvých'[5][6]
- 2007. "Los invisibles" (Neviditelní"). O imigrantech, kteří připlouvají do Evropy a riskují své životy po moři.
- 1998. "Cuba, Cuba y Cuba".[7]

## Ocenění
- 2007. A los invisibles.[8] Cena města Barcelony.[9]
- 1993. Série fotografií Serie fotografías sobre skin heads. FotoPres. Druhé místo.
- 1991. Rescate en el Valle d’Hebron (Záchrana v Hebronském údolí). FotoPres. Třetí místo.
- 1990. Perro volador. FotoPres únicas.[10]

## Samostatné výstavy (výběr)
- 2004. Entresuelo con vistas. Palacio Robert de Barcelona[11]
- 2008. A los Invisibles. Museo de Arte. Universidad Nacional Bogotá, Kolumbie
- 2008. A los Invisibles. Museo de Antioquia. Medellín, Kolumbie
- 2008. Cuba, Cuba y Cuba. Fundación Santillana. Bogota, Kolumbie
- 2004. Vitrina del Fotógrafo Palacio Robert, Barcelona
- 2004. A los Invisibles. Galería H2O. Barcelona
- 2002. Fotomerce. Palacio de la Virreina, Barcelona
- 1998. Cuba, Cuba y Cuba. Centro cultural Sa Nostra. Palma de Mallorca, Ibiza a Formentera
- 1997. Alianza Francesa, Sabadell
- 1992. Malas Calles. Galería Actual, Barcelona